# La Borsa di Arlecchino
La Borsa di Arlecchino è stato un caffè-teatro situato nel piano interrato del Palazzo della Borsa di Genova, donde il nome, nato nel 1957 e chiuso nel 1962. Nonostante la breve durata, è stato un importante progetto di teatro sperimentale, che ha permesso a giovani artisti come Aldo Trionfo, Paolo Poli e Lele Luzzati di affermarsi.
Esperienze simili sono considerate quelle del Teatro Gerolamo di Milano, del Teatro delle Dieci di Torino, della Cantina di Trieste, così come il Teatro dei Satiri di Roma.

## Storia
Nel 1957 un gruppo di giovani attori brillanti (Paola Giubilei, Myria Selva e Duilio Provvedi) insieme all'impresario Paolo Minetti decise di recuperare il locale sotterraneo del Caffè Borsa, che era già stato un café chantant, e di farne un caffè-teatro con gli spettatori seduti ai tavolini e gli attori sulla pedana, cui si accedeva attraverso tre gradini.
La compagnia si arricchì rapidamente di nuovi elementi: Vincenzo Ferro, Fernanda Pasqui e Gino Lavagetto fra gli altri.
Ogni serata veniva rappresentata una serie di atti unici, tratti sia dal repertorio boulevardier della "Belle époque" sia da quello del teatro dell'assurdo. Da un lato Feydeau e Courteline, dall'altro Beckett, Ionesco, Cocteau, Adamov, Tardieu, Ghelderode, Obaldía, Genet. 
Dopo due spettacoli allestiti alla fine del 1957, si unì alla compagnia Aldo Trionfo, che ne divenne il regista stabile, nonché il finanziatore. Trionfo impresse alla compagnia uno stile preciso, caratterizzando sempre più il repertorio verso il teatro d'avanguardia francese.
Nel 1958 approdarono alla Borsa nuovi attori, come Enrico Poggi, Tiziana Casetti, Pinuccia Galimberti, Mario Malagamba.
Nel gennaio del 1959 si unì alla compagnia il giovane Paolo Poli, che rivoluzionò l'impostazione delle serate. Inizialmente si limitò a dare un tono brillante ed ironico agli intermezzi musicali che già separavano gli atti unici. Tuttavia, dopo qualche rappresentazione, cambiò radicalmente la formula delle serate: non più una sequenza di atti unici, ma un'opera unica tratta dal repertorio d'avanguardia, seria, spesso "difficile" e cruda, seguita da un numero musicale composto da brani noti o comunque vecchi, ma eseguiti dall'attore fiorentino in modo ironico e beffardo, in modo da costituire una sorta di controcanto alla prima parte della serata.
Uno degli spettacoli più importanti allestiti al "Borsa" fu il secondo allestimento italiano di Fin de partie di Beckett, allora tradotto come Il gioco è alla fine, che andò in scena il 26 maggio 1959. Paolo Poli interpretava Clov, Vincenzo Ferro era Hamm, Enrico Poggi Negg e Teresita Zaffra recitava la parte di Nell. Le scene erano di Luca Crippa.
Nel giugno del 1960 Paolo Poli lasciò gli "Arlecchini" per fondare una propria compagnia e per la Borsa iniziò una fase di crisi, in cui vennero allestiti solo tre spettacoli: si trattava però di spettacoli degni di essere ricordati, in quanto coinvolgevano altri esordienti "d'eccezione", confermando il ruolo della Borsa di Arlecchino come vivaio del rinnovamento teatrale di quegli anni. Innanzitutto lo spettacolo musicale Dalla parte di lui vedeva sulla scena tre rappresentanti di quella che sarebbe diventata la scuola genovese dei cantautori: Umberto Bindi, Gino Paoli e Fabrizio De André.
Successivamente, nel 1961 la Borsa ospitò Lo strano caso del Dottor Jekyll e di Mister Hyde messo in scena dal giovanissimo Carmelo Bene.
Infine, nel 1962 si tenne l'ultimo spettacolo, che riproponeva testi teatrali barocchi genovesi, e nell'aprile di quell'anno il locale chiuse.
Sotto un certo profilo, l'eredità della Borsa di Arlecchino fu raccolta nel 1975 dalla cooperativa del Teatro della Tosse, dal momento che i fondatori di questo nuovo teatro, Tonino Conte e Lele Luzzati provenivano dall'esperienza della Borsa.
L'apporto di Luzzati alla Borsa di Arlecchino era stato piccolo, ma importante: aveva disegnato la locandina usata durante tutte le stagioni e aveva organizzato e dipinto lo spazio scenico. Come scenografo vero e proprio firmò due spettacoli, All'osteria di Carolina ed Escurial di Ghelderode.

## Spettacoli[3]

### Stagione 1957-58
30 ottobre 1957
- L'Anniversario di Giorgio Buridan.
- Il Signor Badin di Georges Courteline.
- La defunta Signora madre,di Georges Feydeau.
- Una parola per l'altra di Jean Tardieu.
- Un mese di prigione, di Georges Courteline.

Regia di Enrico Romero. 
22 dicembre 1957
- Gli allegri bugiardi di André Roussin.
- L'ultimo venuto di Dario G. Martini.
- Il topo di Luigi Bonelli.

Regia di Aldo Trabucco.
14 febbraio 1958
- L'inutile Cristoforo,di Piero Lorenzoni.
- La lezione,di Eugène Ionesco.
- I Boulengrin,di Georges Courteline.

Regia di Aldo Trionfo. 
21 marzo 1958
- La cantatrice calva di Eugène Jonesco.
- Il bello indifferente di Jean Cocteau.
- Il Bugiardo di Jean Cocteau.
- Amore e pianoforte di Georgès Feydeau.

Regia di Aldo Trionfo. 
Intervalli musicali affidati alla coppia di cantanti olandesi Gea e Jean Bart.
20 maggio 1958
- Solo loro lo sanno di Jean Tardieu.
- Les retrovailles di Arthur Adamov.

Regia di Aldo Trionfo. 

### Stagione 1958-59
10 ottobre 1958
- Jacques ovvero della sottomissione di Eugène Jonesco.
- Un coniglio molto caldo di René de Obaldia.
- Il linguaggio delle famiglie di Jean Tardieu.
- In famiglia di Jacques Prévert.

Regia di Aldo Trionfo.
Nel ridotto una mostra di disegni di Flavio Costantini.
11 dicembre 1958
- Vittime del dovere di Eugène Jonesco.
- Un gesto per un altro  di Jean Tardieu.

Regia di Aldo Trionfo.
27 gennaio 1959
- All'Osteria di Carolina di Michel de Ghelderode.
- Uno straniero a Teatro di André Roussin.

Regia di Aldo Trionfo. 
Scene di Lele Luzzati.
17 aprile 1959
- Non andartene in giro tutta nuda di Georges Feydeau.
- A me gli occhi di Georges Feydeau.

Regia di Aldo Trionfo.
Nell'intervallo Paolo Poli e Silverio Pisu presentano vecchie canzoni francesi e italiane dal 1905 al 1920.
26 maggio 1959
- Il gioco è alla fine di Samuel Beckett.
- Semplici ariette e canzoncine povere, numero musicale cantato e mimato da Paolo Poli, Silverio Pisu e Claudia Lawrence.

Regia di Aldo Trionfo. 

### Stagione 1959-60
18 dicembre 1959
- Escurial di Michel de Ghelderode.
- Piccole storie di Santi, Arcangeli, dame barocche, ragazzi di vita ed altri

Regia di Aldo Trionfo. 
Scene di Lele Luzzati.
5 febbraio 1960
- Il leone di Amos Kenan.
- Mamma mia voglio il cerchio. Canti, parole e danze dedicati ai bambini poveri, ricchi, savi, cattivi, incantati, derelitti, sciagurati

8 aprile 1960
- Sorveglianza speciale di Jean Genet.
- Al tribunal d'amore. Canti trovadorici in lingua provenzale del XII e XIII secolo

Regia di Aldo Trionfo. 
24 maggio 1960
- Il signor io di Jean Tardieu.
- In piazza. Celebri fatti di cronaca nera cantati con parole di cantastorie

Regia di Aldo Trionfo. 
novembre 1960
- Eva a gogo, rivista di Gianni Cozzo.
- Dalla parte di lui, antologia di canzoni vecchie e nuove compilate e interpretate da Umberto Bindi e Gino Paoli. In tale occasione debutta Fabrizio De André.

### Stagione 1961
- Lo strano caso del Dottor Jekyll e di Mister Hyde, di e con Carmelo Bene.

### Stagione 1962
- Antologia di testi teatrali barocchi genovesi, Compagnia "Li Comici".